# Edvin Ollers

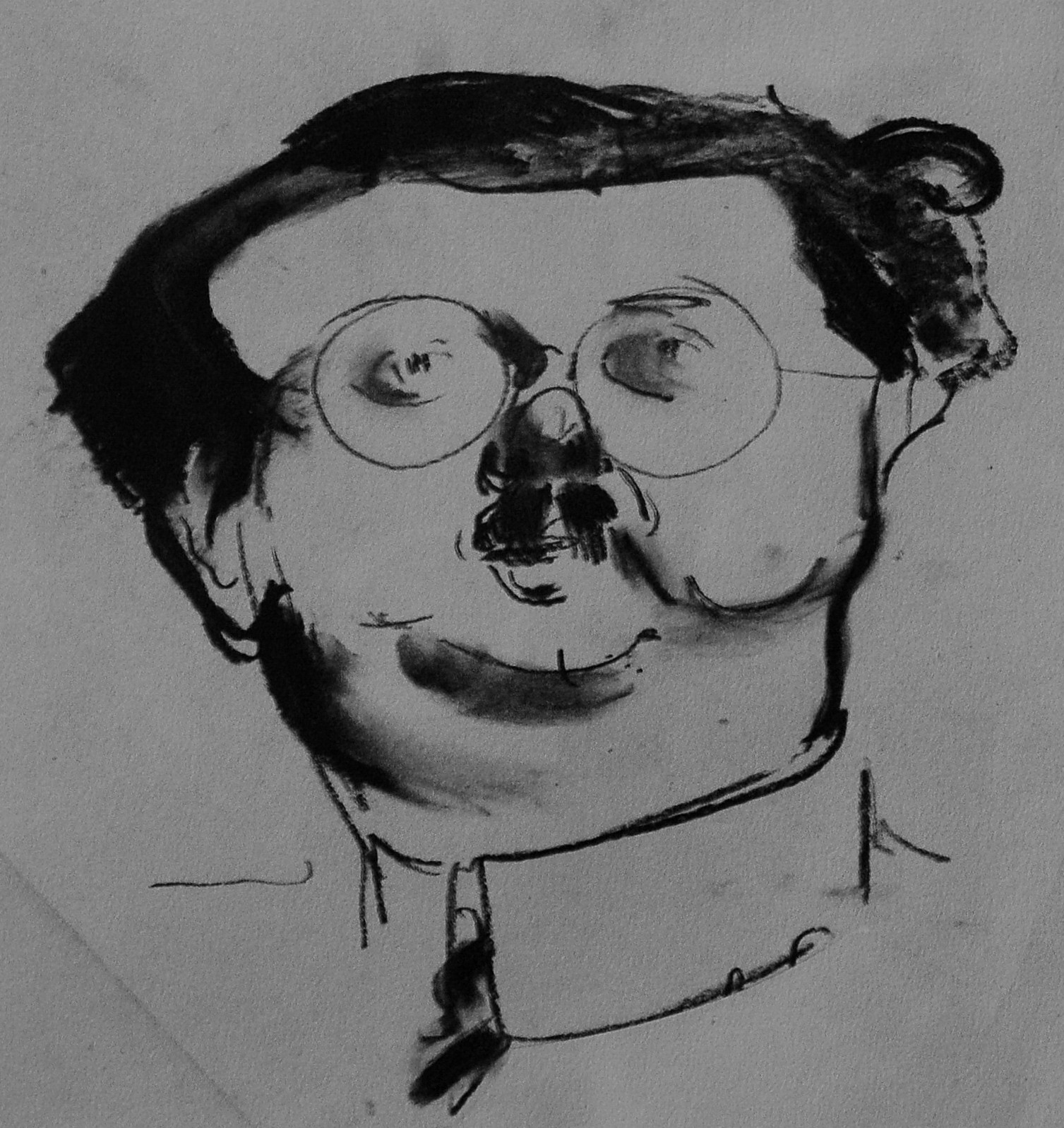
Karikatyrteckning av Edvin Ollers, teckningen är utförd av konstnären John Jon-And.

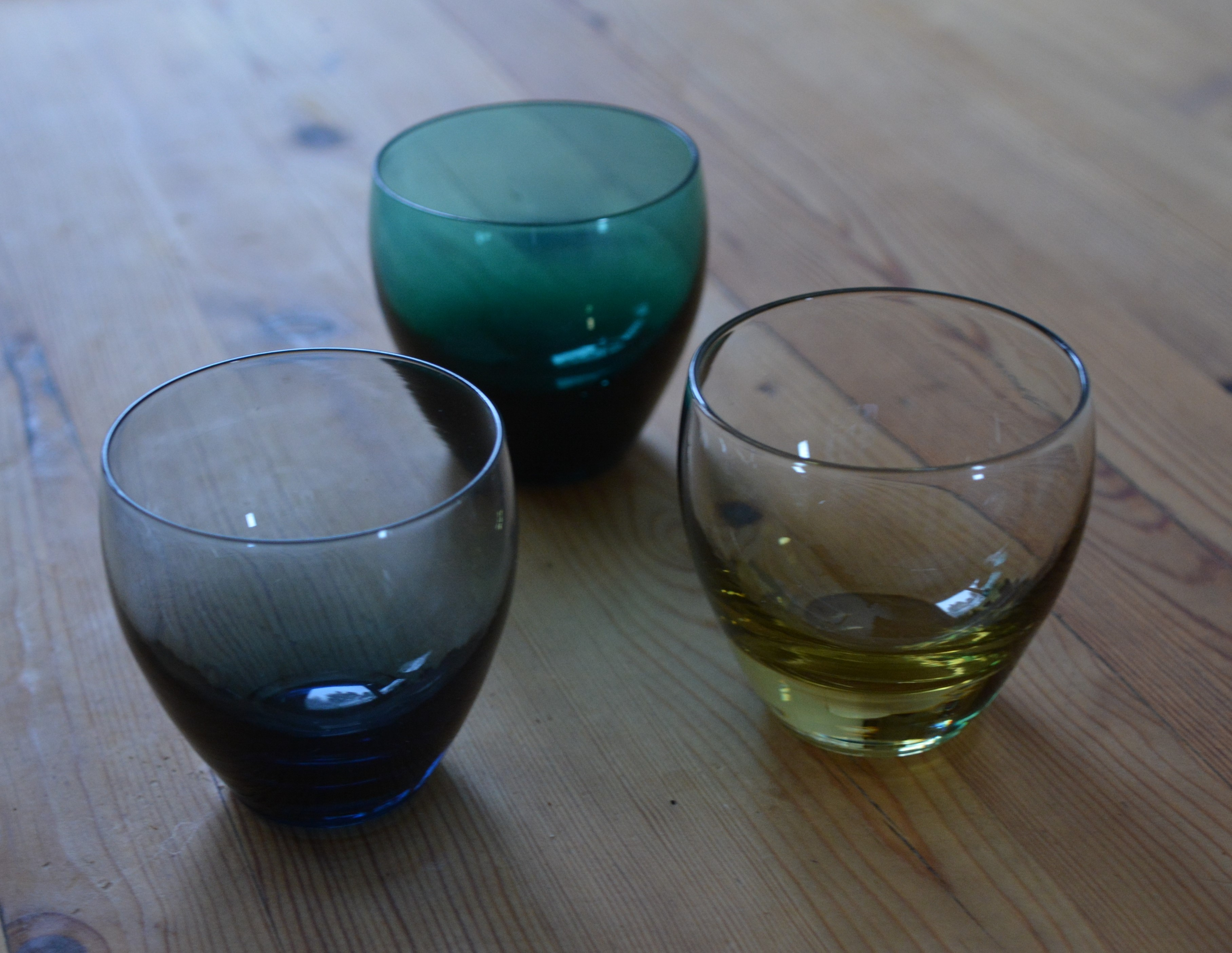
Glas av Edvin Ollers från Ekenäs glasbruk.

Edvin Ollers, ursprungligen Olsson, född 28 mars 1888 i Norrtälje, död 2 december 1959 i Hedvig Eleonora församling, Stockholm, var en svensk konstnär och formgivare.

## Biografi
Edvin Ollers var son till bokbindaren Karl Daniel Olsson. Han studerade vid Högre konstindustriella skolan i Stockholm 1905–1909 och på Göteborgs musei rit- och målarskola (Konsthögskolan Valand) i Göteborg 1909–1910. Han var teckningslärare vid Östra real i Stockholm 1910–1916 och underlärare vid Tekniska skolan i Stockholm 1911–1943. Han företog studieresor till Tyskland, Frankrike, Spanien, Italien och Tunis. Han var även lärare vid ABC-skolan för teckning och ledde en egen målarskola. Han ställde ut ensam och tillsammans med optimisterna på utställningar i Stockholm 1917, 1931, 1933, 1937, 1938 och 1942.

## Formgivare för konstindustrin
För konstindustrin formgav Ollers glas, keramik, tenn, silver, gjutjärn, illustrationer, bokband och textil jämsides med sin konstnärliga verksamhet.

## Lärare och konstpedagog
Edvin Ollers kom jämte sin konstnärliga gärning att arbeta med formgivningen inom många olika material. Han blev en av de första svenska konstindustriformgivarna. Som lärare och konstpedagog var han en estetisk uppfostrare. År 1919 beskrev Gotthard Johansson honom som en av de mest genomkultiverade konstnärerna. Ett av hans stora intressen var att studera museernas äldre samlingar och deras formspråk. Detta återspeglas i 
hans formgivning som bär tydliga spår av äldre svenska traditioner.

## Glasformgivare
Svenska Slöjdföreningens förmedlingsbyrå (som numer heter Svensk Form) engagerade Edvin Ollers och han var en de unga som uppdrag genom föreningen. För att få fram en "Vackrare Vardags Vara" och nya och billiga produkter inför Hemutställningen 1917 behövde konstindustrin konstnärer. Hemutställningen 1917 var på Liljevalchs konsthall i Stockholm. När förmedlingsbyrån hade skickat Edward Hald och Simon Gate till Orrefors och Wilhelm Kåge till Gustavsberg, tyckte även han att han skulle få komma någonstans och det sade han till Elsa Gullberg. Han skickades då till Kosta glasbruk. Hans första mål blev glasbruket i Kosta. Inför utställningen formgav han där en kollektion inför utställningen och den blev en succé. Glasen var tydligt inspirerade av äldre glas. Den gröna färgen fick man fram genom att använda skärv från skokrämsburkar. Det var enklare hyttarbetade glasföremål men även slipade, graverade och konstglas i överfångstekniker.
Åren 1917–1918 var han anställd vid Kosta glasbruk (De Svenska Kristallglasbruken AB), parallellt med keramikformgivning vid Uppsala Ekeby och från 1918 till 1924 var han verksam vid Reijmyre glasbruk. Han hann även med en period på S:t Eriks lervarufabrik (1924–1927). Under 1927 formgav Ollers belysningsarmatur på uppdrag av Elektriska AB Chr Bergh & Co. Mellan slutet av 1920–talet och 1940-talets början formgav han även produkter för Limmareds glasbruk samt för Elme glasbruk, där han var stationerad från 1926 till omkring 1930. 1928–1929 arbetade han för Guldsmedsaktiebolaget, GAB, och 1930 formgav han silver och tenn hos Harald Linder, Uddevalla, och åren 1930–1955 hade han uppdrag för AB Nordiska Bokhandelns Bokbinderi.  
Åren 1930–1932 arbetade han åter för Kosta glasbruk och, parallellt med detta, under 1931–1932 för Alsterfors glasbruk. Mellan 1934 och 1940 arbetade han för Åfors glasbruk, 1946–1947 vid Ekenäs glasbruk och 1947 vid Flygsfors glasbruk.
Det blev oftast korta perioder de gånger han var kontrakterad som glasformgivare. Därför blev glasbruken desto 
flera. Han blev anlitad av Reijmyre glasbruk, Elme glasbruk (Älmhult), Limmareds glasbruk, Kosta glasbruk, Alsterfors glasbruk i Alsterfors, Åfors glasbruk och Ekenäs glasbruk. Han lyckades utveckla sin stil genom åren och bibehöll smakfullheten med sina idéer från 1917. Man finner en röd tråd i hans formgivning.

## Drev sommartid en målarskola på Västkusten

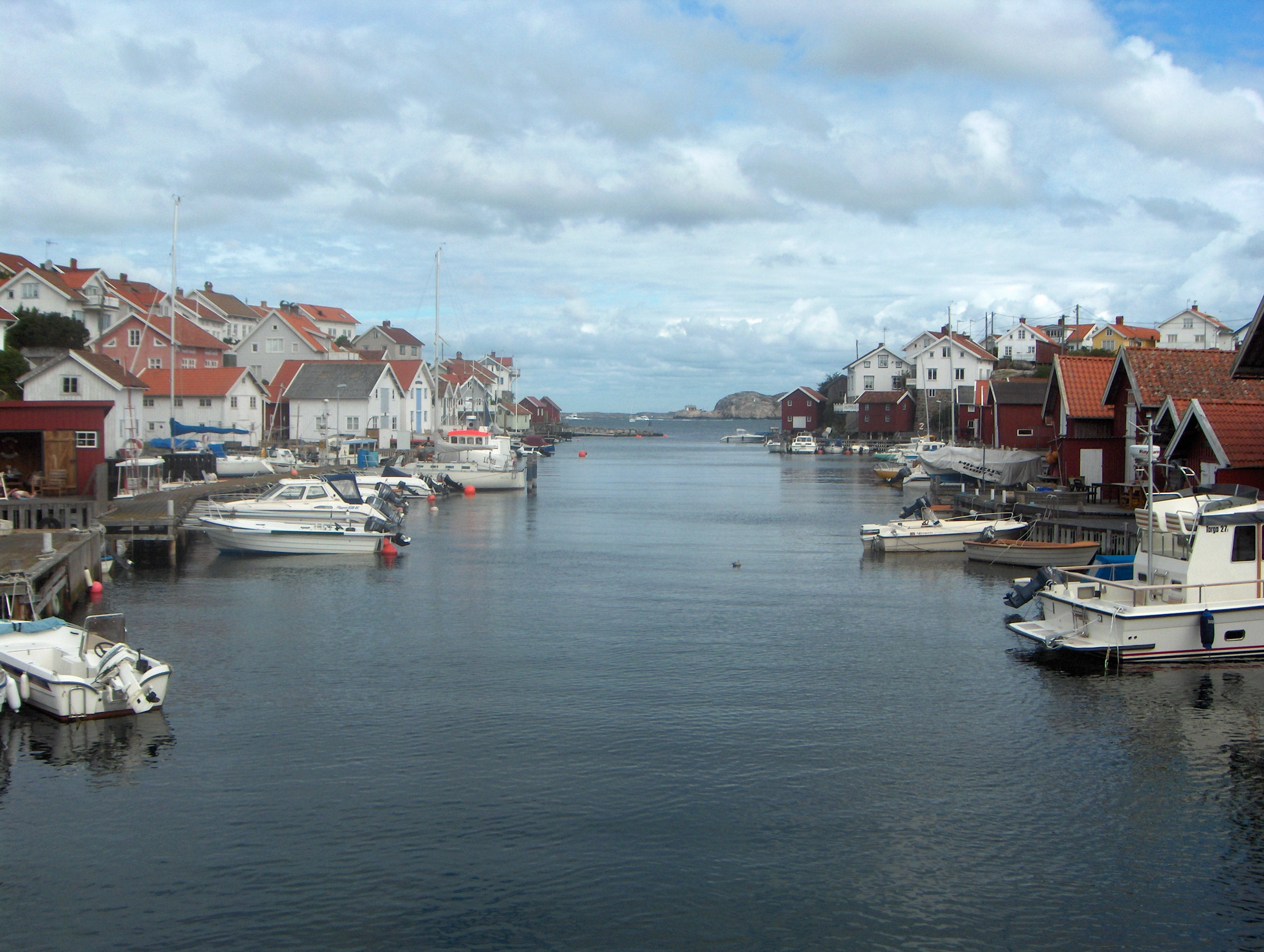
På ön Gullholmen bedrev Edvin Ollers sommartid en privat målarskola.

År 1941 startade Edvin Ollers en privat målarskola på ön Gullholmen i Bohuslän i Orusts kommun utanför Lysekil. Han bedrev målarskolan sommartid. Gullholmen kallades "konstnärernas Gullholmen".
År 1946 blev han facklärare på Konstfackskolan i Stockholm.
Under många år, fram till 1950, arbetade Ollers även i tenn för Schreuder & Olsson. Han arbetade även, såsom ovan nämnts, i silver med produkter för GAB.
Hans svala Cézanneinspirerade måleri omfattar stilleben, sydländska landskap och motiv från Bohuslän.

## Verk och representation
Bland hans offentliga konst kan nämnas altartavlan i Jakobs kyrka, Stockholms gravkapell, altartavlan i Hyltebruks kyrka samt en seccomålning i Katarina kyrka.
Han är representerad på Nationalmuseum i Stockholm, Moderna museet i Stockholm, Statens museum for Kunst i Köpenhamn samt flera länsmuseer. Vidare är han representerad på Nordiska Museet i Stockholm, Stockholms stadsmuseum, Upplandsmuseet i Uppsala, Uppsala konstmuseum, Röhsska konstslöjdmuseet i Göteborg, Smålands museum/Sveriges Glasmuseum/Kulturpark i Växjö, Kulturen i Lund, Östergötlands länsmuseum i Linköping, Norrköpings konstmuseum, Jönköpings läns museum, Glasets Hus i Limmared, Malmöhus, Kalmar konstmuseum och The Glass Factory, Boda glasbruk.
Edvin Ollers är begravd på Skogskyrkogården i Stockholm.